# Sielsowiet Lubiszczyce
Sielsowiet Lubiszczyce (biał. Любішчыцкі сельсавет; ros. Любищицкий сельсовет) – sielsowiet na Białorusi, w obwodzie brzeskim, w rejonie iwacewickim, z siedzibą w Lubiszczycach.
Według spisu z 2009 sielsowiet Lubiszczyce zamieszkiwało 1747 osób, w tym 1640 Białorusinów (93,88%), 67 Rosjan (3,84%), 30 Ukraińców (1,72%), 5 Polaków (0,29%), 4 osoby innych narodowości i 1 osoba, które nie podała żadnej narodowości. Do 2020 liczba mieszkańców spadła do 1669 osób, zamieszkujących w 752 gospodarstwach domowych.
Największą miejscowością są Lubiszczyce z 1115 mieszkańcami.

## Miejscowości
- agromiasteczko:
  - Lubiszczyce
- wsie:
  - Pańki
  - Plechawa (hist. Lubiszczyce Poduchowne)
- osiedle:
  - Majsk